# قرزة

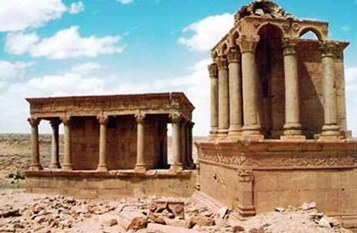

قرزة "Girza" مدينة أثرية ليبية عرفت بكونها مركزاً حيوياً وشريان اتصال بين جنوب وشمال أويا. تقع على بعد ساعتين ونصف جنوب شرق طرابلس، و130 كيلومتر جنوب شرق مدينة بني وليد ضمن نطاق شعبية سرت. وتقع في الجزء الشمالي من وادي قرزة، بين الحصنيين الرومانيين الكبيرين، حصن أبي نجيم وحصن القريات الغربية، وعرفت كونها مركزا تجاريا وزراعيا على طريق القوافل بين جنوب ليبيا وشمالها خلال القرنين الرابع والخامس الميلاديين، كما احتوت عددا من سدود المياه.
يعتقد أن ظهور قبيلتي لوساي ولواتة في أواخر القرن الرابع الميلادي وبدايات القرن الخامس الميلادي قد عجل بانهيار هذه المستوطنة.

## التسمية
يحتمل أن تكون التسمية قرزة قد أتت من التسمية غريزيا "Geris" وهي مستوطنة ذكرها المؤرخ بطليموس ضمن قائمة «مدن منطقة سرت» ولم تذكر في أي مراجع قديمة أخرى. كما ذكرها الجغرافي الأندلسي البكري في كتابه المسالك والممالك.

## المعمار
يرجع تأسيس المستوطنة إلى القرن الثاني الميلادي في عصر الإمبراطور سبتيموس سيفيروس، ويعد معمار المدينة ذا صيغة محلية متأثرة بالطرز المعمارية التي كانت سائدة في أواخر العصر الهلينستي والذي اعتبر خليطا من الفن المعماري الليبي والفرعوني والإغريقي.
كما تم الاستيطان بالمدينة في الفترة الإسلامية خلال القرنين العاشر والحادي عشر للميلاد حيث عثر على عملات معدنية وقطع من الخزف في منزل حول من معبد إلى مسكن في العصر الفاطمي.
بالنسبة للأضرحة وشواهدها في المدينة فما تزال هناك مجموعة من المساكن والمقابر تشمل 30 مسكنا ومقبرتين هما المقبرة الشمالية والمقبرة الجنوبية، والأخيرة يوجد بها سبعة مقابر تحوي أسماء شخصيات ليبية من قبيل ناصيف ونميرا نقشت على المقبرة الشمالية. وقد نقلت مصلحة الآثار الليبية أحد هذه الأضرحة لكي تعرض في مجمع متاحف السرايا الحمراء.
كما أنه قبل ذلك تم نهب مجموعة كبيرة من الآثار والصور والأضرحة التذكارية المنحوتة نحتا بارزا ونقلت إلى إسطنبول في أواخر القرن التاسع عشر لتعرض في متحفها هناك الذي كان قد تأسس حديثا (المتحف الوطني للآثار في إسطنبول).